# Société anonyme des Charbonnages de Wérister

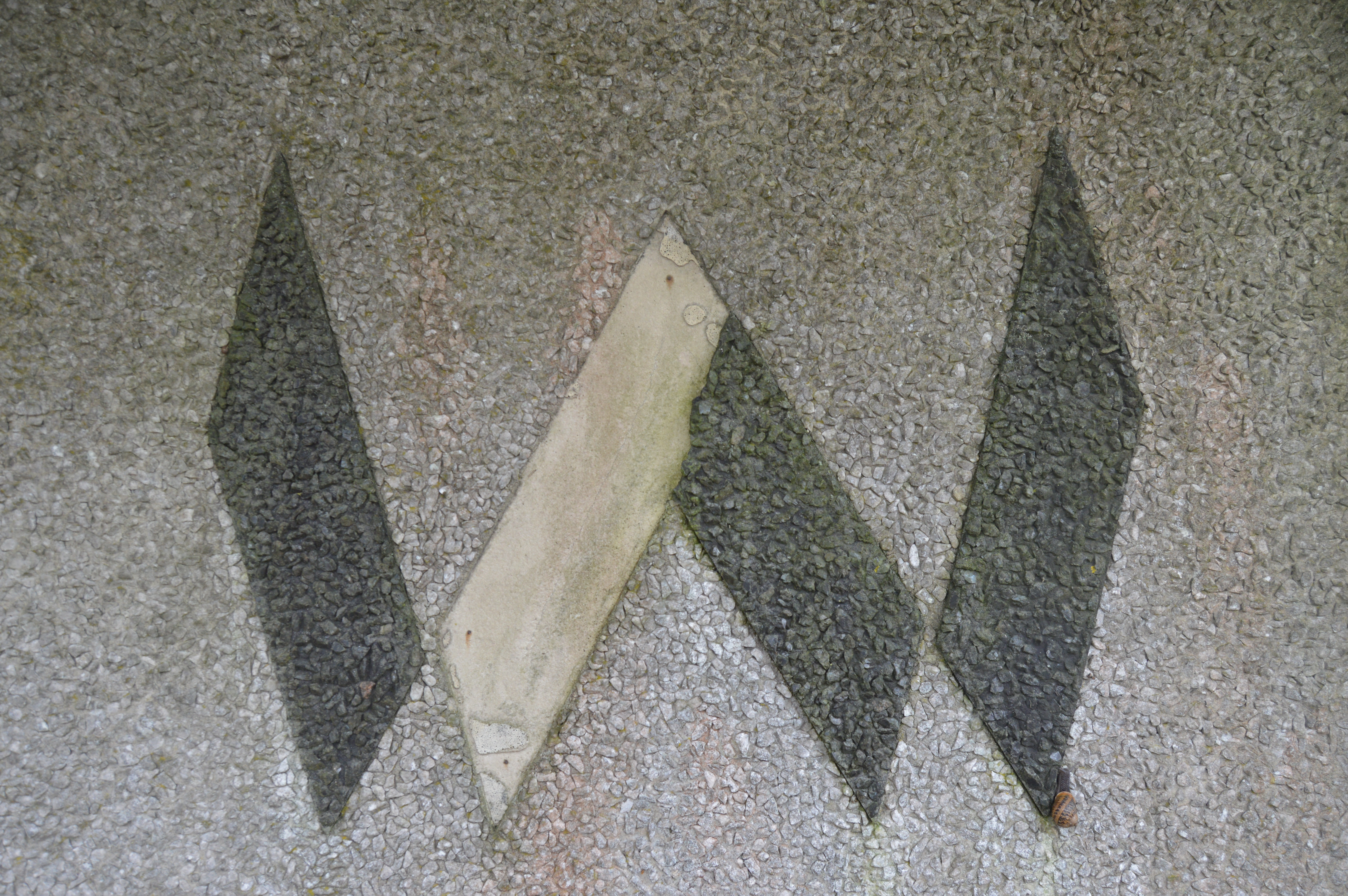
Logo de la Société, à l'entrée du siège des Xhawirs à Herve

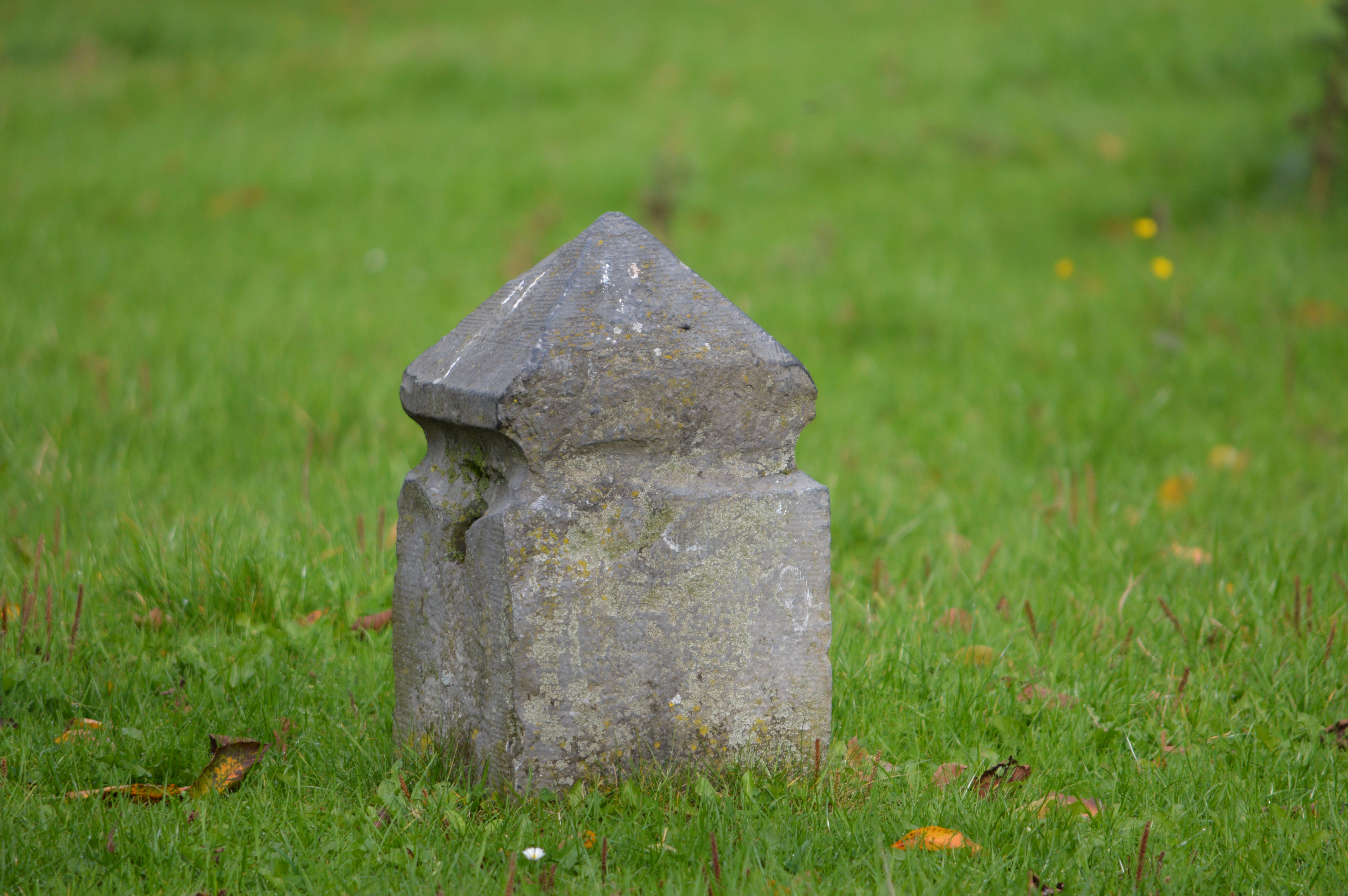
Ancien puits Saint-Hadelin no 1 à Soumagne

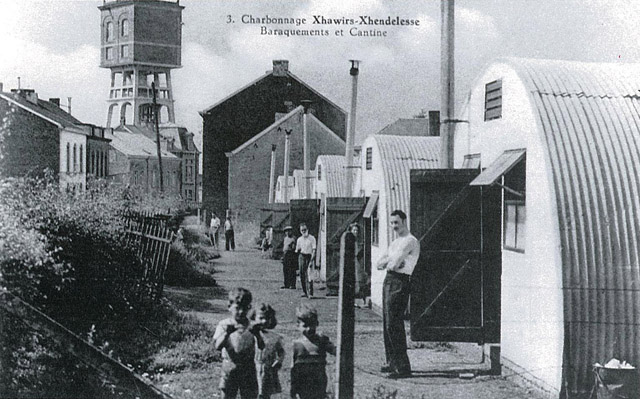
Baraquement et belle-fleur de l'ancien puits du charbonnage des Xhawirs

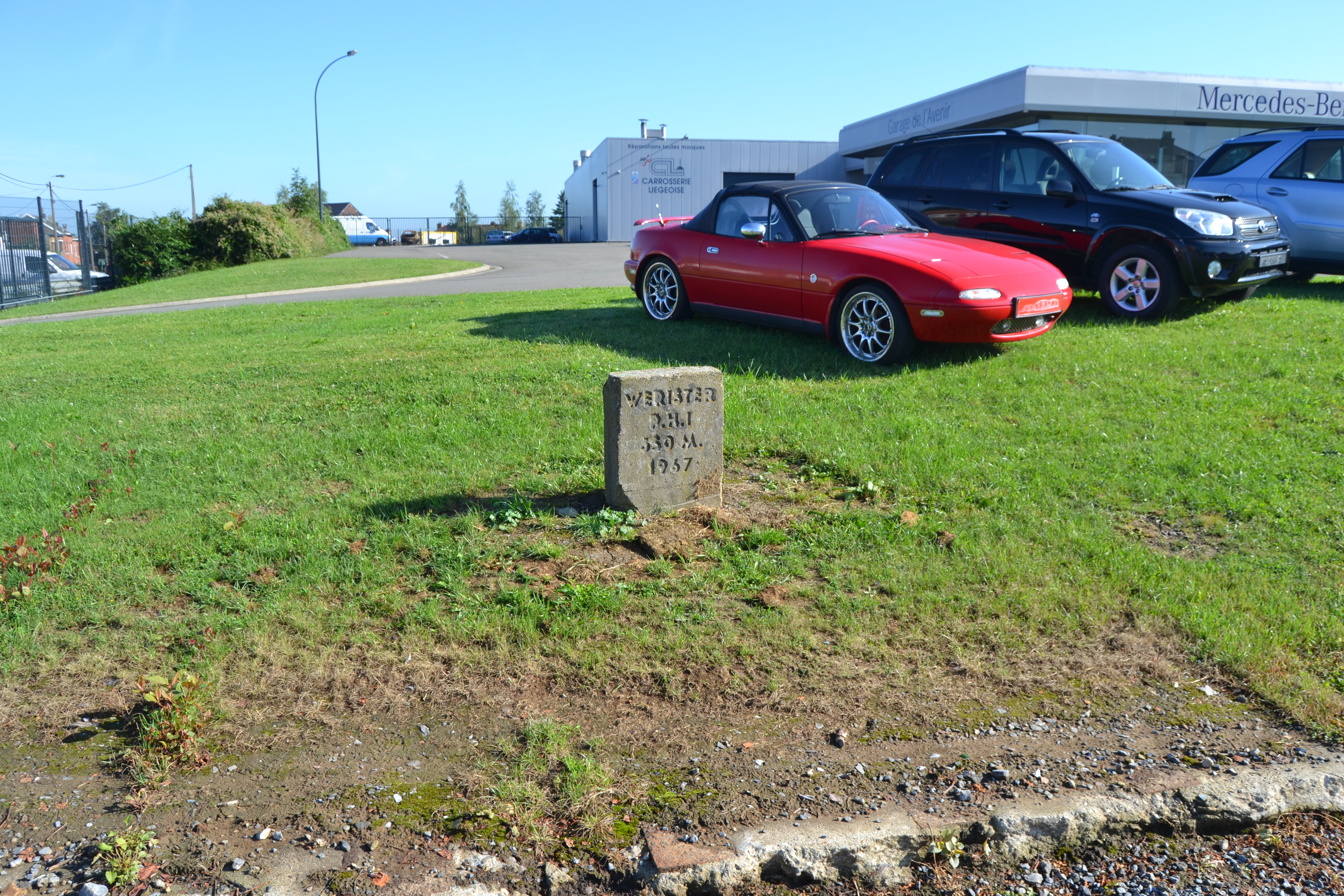
Ancien puits du charbonnage du Homvent à Beyne-Heusay

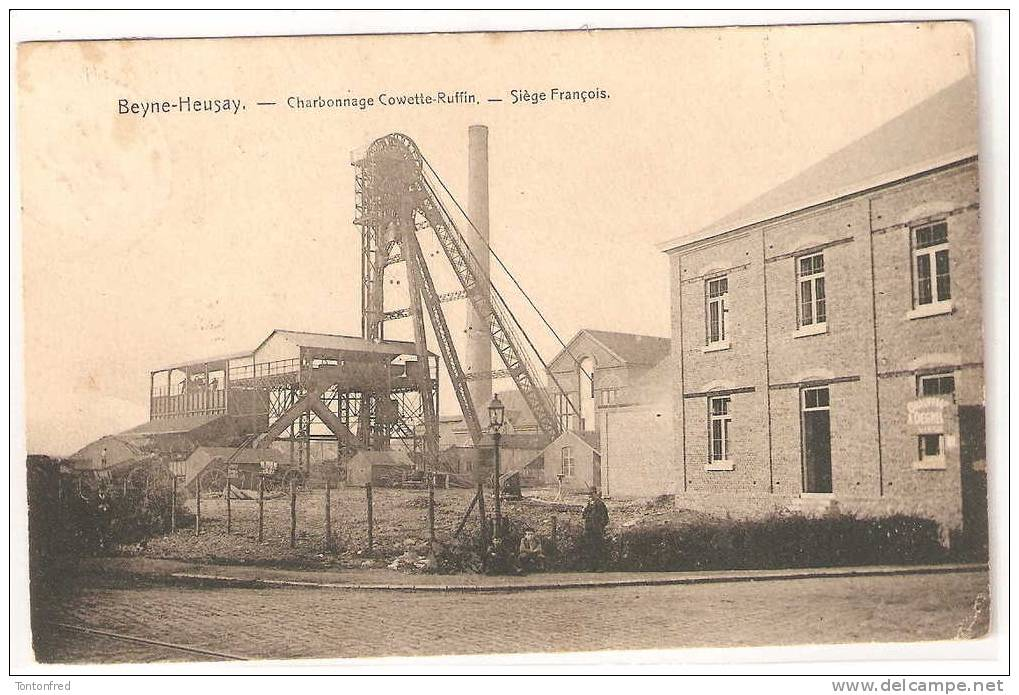
Ancienne houillère Cowette

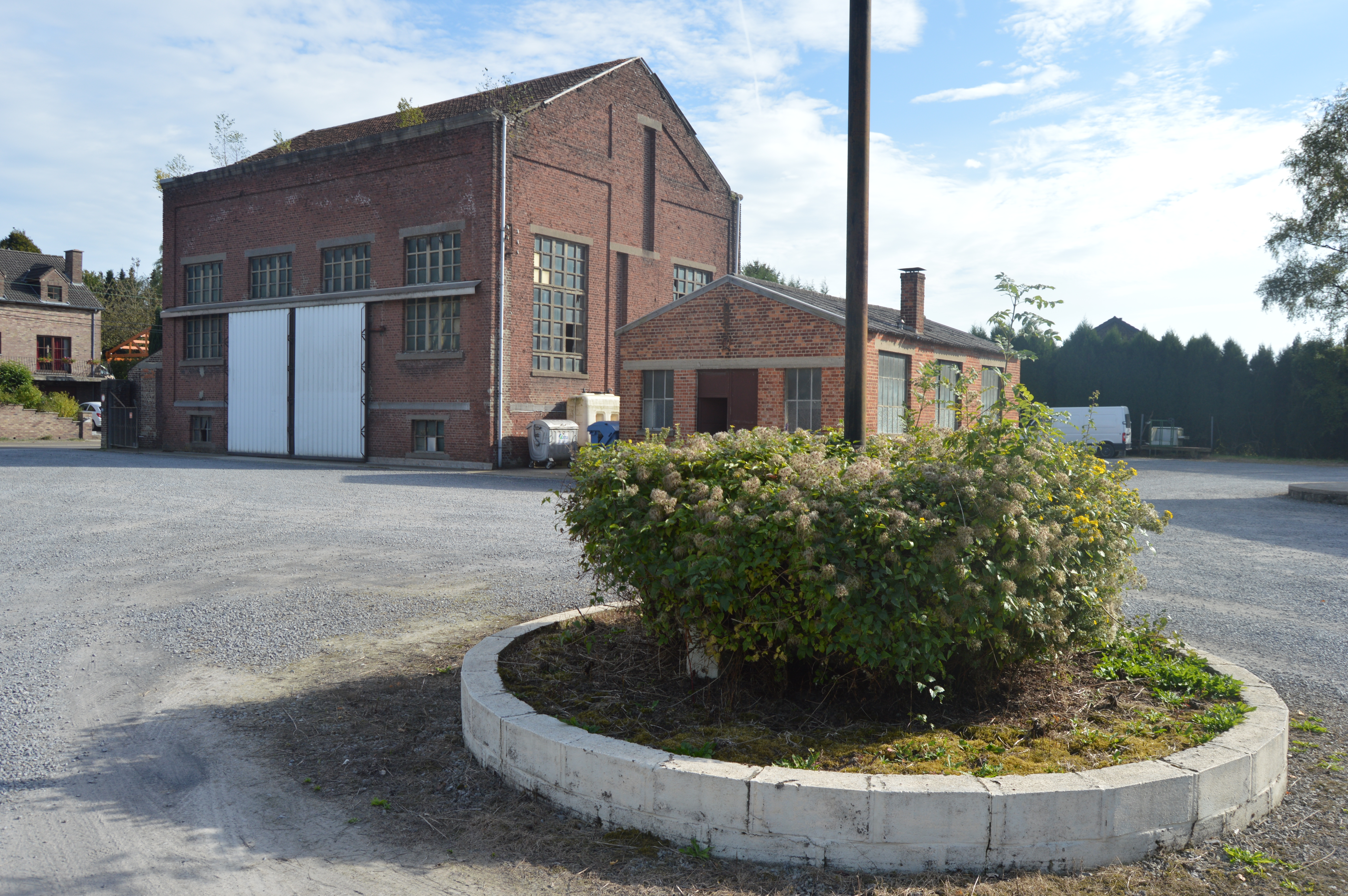
Anciens puits et bâtiments du Charbonnage de Soxhluse à Fléron

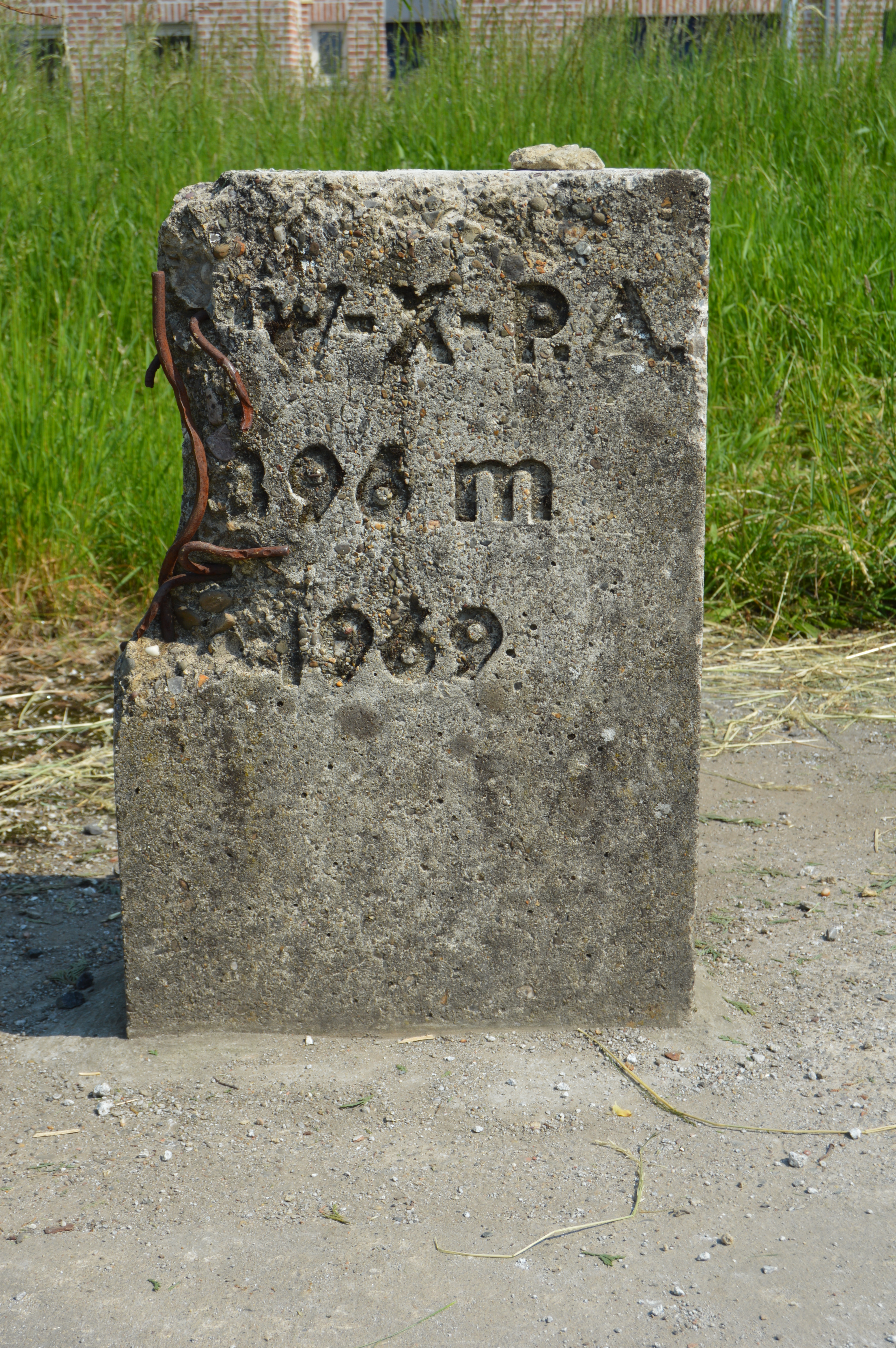
Ancien puits José / Halles à Herve

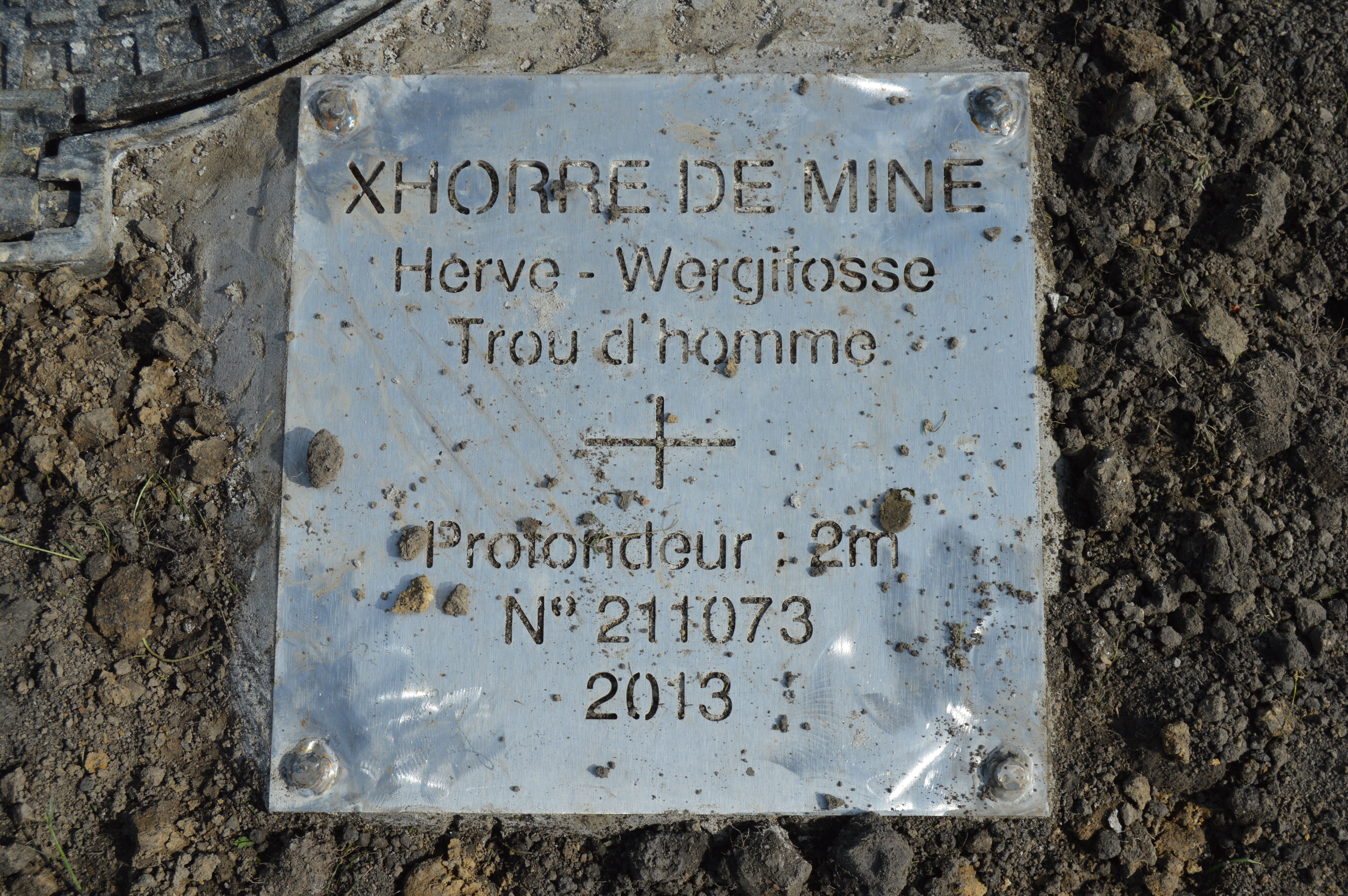
Ancien puits du Trou d'Homme à Herve

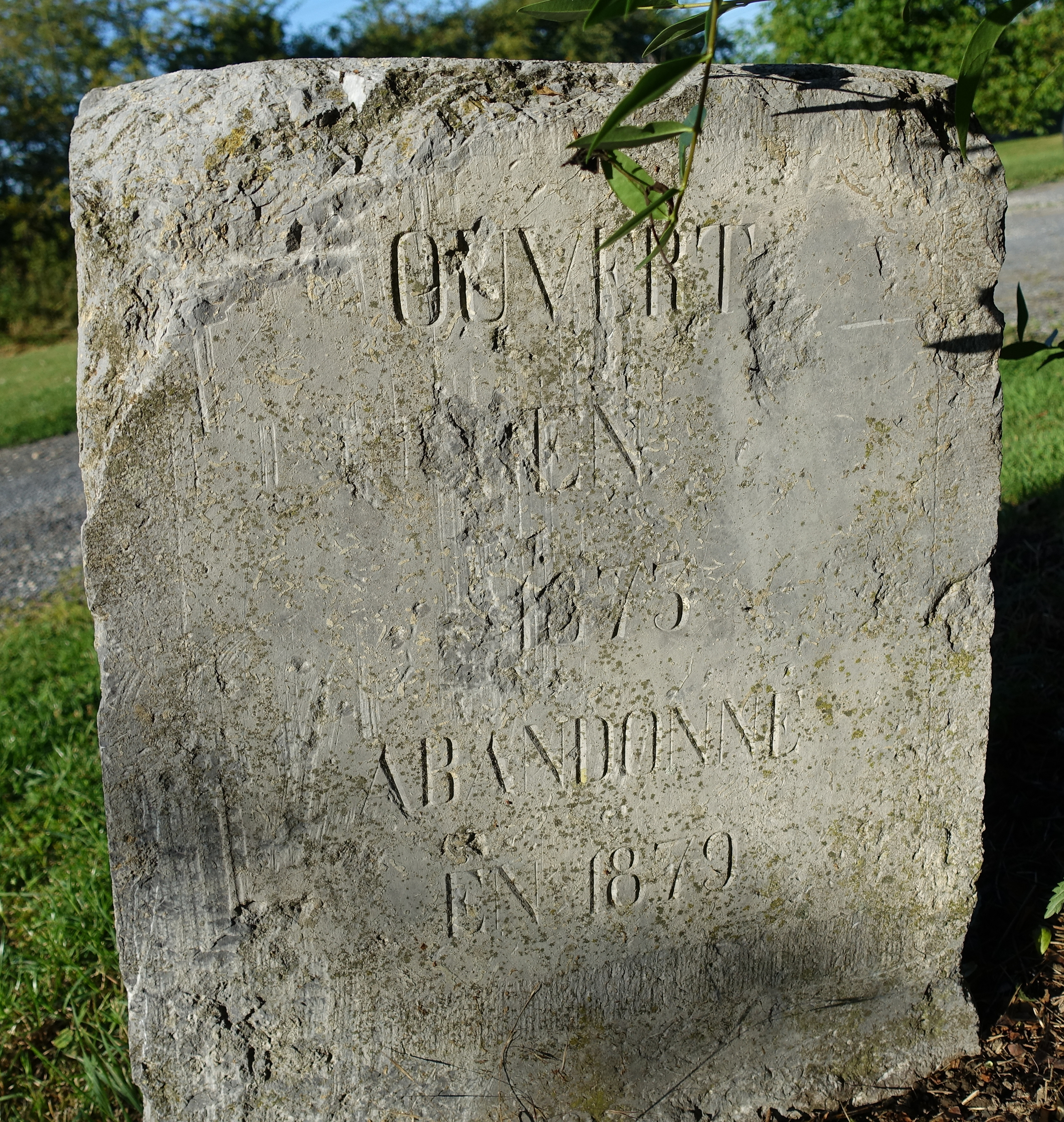
Saint-Hadelin Puits 2 1875-1879

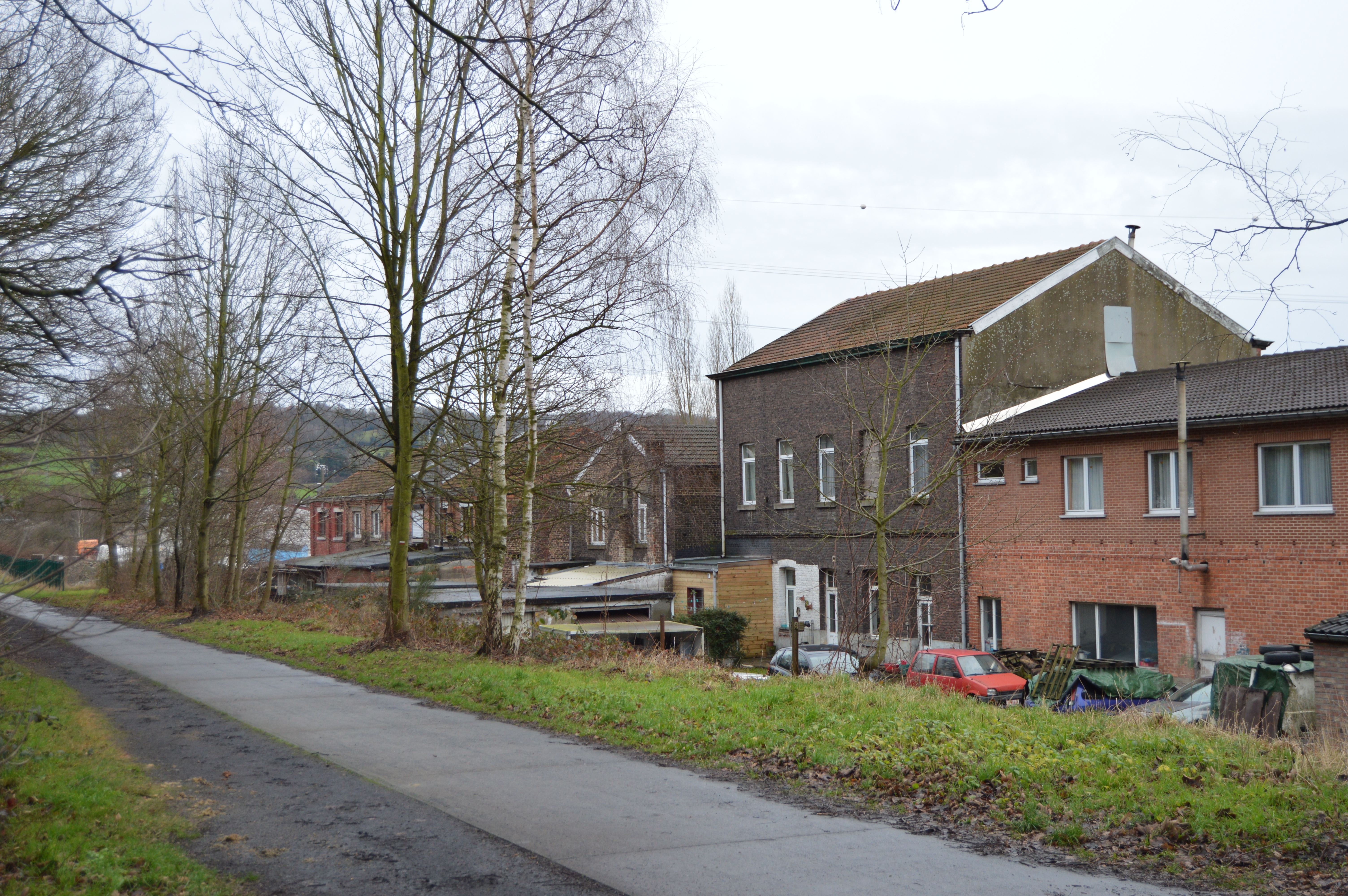
Ancien site d'exploitation de la Basse Ransy à Vaux-sous-Chèvremont. Le bâtiment le plus haut appartenait au charbonnage, et a été reconverti en habitation. Au premier plan, l'ancienne voie de chemin de fer 38, reconvertie en piste cyclable Ravel

La Société anonyme des Charbonnages de Wérister est une ancienne société d'exploitation de charbonnages de la région belge de Liège. 
Sa concession d'activité se situait à l'est de la ville, en bordure du plateau de Herve, essentiellement sur le territoire des actuelles communes de Fléron et Beyne-Heusay d'une part, et plus à l'est au cœur du plateau à Soumagne et Herve d'autre part ,, séparée au niveau de Soumagne par la concession de la Société anonyme des Charbonnages du Hasard.
Initialement modeste, la société devint par ses acquisitions successives au cours des XIXe et XXe siècles la plus puissante et la plus étendue des sociétés charbonnières de la région. La plupart des sites étaient desservis par l'ancienne ligne de chemin de fer 38, désormais transformée en voie lente RAVeL.

## Histoire[3]
Les premières exploitations charbonnières connues dans les environs datent de 1594. Wérister est explicitement cité le 10 juin 1684 à l'occasion d'un octroi d'exploitation. Mais le charbonnage ne commence réellement son développement qu'en 1827, quand la houillère de Wérister absorbe de la concession Nooz-Donné, atteignant au total 101 hectares. Le 10 juin 1873, une société civile est créée, d'un capital de 600 000 francs. Le charbonnage venait de se réunir avec la concession du Fond des Fawes, d'une superficie de 67 ha 5 a, et le 7 juin 1873, la société récupérait pour 135 000 francs un quart de la concession de Foxhalle, d'une superficie de 107 ha, ce qui portait la superficie totale de la concession à 208 ha. Des terrains sont achetés à proximité du chemin de fer pour étendre les installations industrielles et creuser des fosses.
Ce rapide accroissement des activités ne peut être réalisé que par la conversion en société anonyme, société qui est fondée le 27 mai 1874. L'entreprise réalisera alors divers reprises, rachats, extensions successifs (solde de Foxhalle en 1883, 200 ha; Onhons-Grand Fontaine en 1890, 290 ha ; Cowette-Ruffin en 1919, 125 ha) pour devenir la plus importante concession de la région de Liège. Le gisement est alors principalement exploité par les sièges Wérister et Onhons, avec pour production en 1905 respectivement 142 000 tonnes et 33 000 tonnes, pour un personnel de fond d'environ 436 personnes, soit environ 500 personnes, personnel de surface compris.
La production annuelle tombe à 55 000 tonnes extraites au cours de la Première Guerre mondiale, tout en engageant 140 personnes, qui échapperont ainsi aux déportations. La société apporte par ailleurs diverses aides matérielles à son personnel pour faire face aux pénuries, notamment alimentaires.
La plus importante acquisition sera celle de la Société anonyme des Charbonnages de Herve-Wergifosse (1 943 ha), absorbée en 1927. Fond Piquette (ou Steppes) est acquis en 1928 (410 ha). La concession de l'Est de Liège (601 ha) est reprise en 1930, et la concession de la Basse Ransy, exploitée à l'origine par Joseph-Frédéric Braconier, sera reprise à la suite de la liquidation de sa société anonyme en 1931. Une extension (185 ha) aux dépens de la concession de la Chartreuse (anciennement exploitée par la Société anonyme des Charbonnages de la Chartreuse et Violette) est également acquise en 1931. Le record de production annuelle est atteint en 1937, avec 620 000 tonnes extraites sur l'année avec environ 2 100 hommes.
La production annuelle tombe à 244 000 tonnes extraites au cours de la Seconde Guerre mondiale, et engage 820 personnes leur éviter les déportations, dont 700 quitteront la société à la libération. La société aide par ailleurs à la survie à alimentaire de son personnel.
Les dernières extensions interviendront en 1939 (La Rochette, 443 ha) et 1958 (sud-est de Herve Wergifosse, 331 ha).
En 1827, la concession de la société comptait 101 hectares de superficie, et atteint en 1958 4 897 hectares.
La société diversifiera aussi ses activités : en 1879, une fabrique de boulets de charbon à usage domestique. Dix ans plus tard, elle commercialise la marque de briquettes « W ». Des chaudières pour l'alimentation de deux turbo-groupes électrogènes sont construites et mises en production dès 1912.
La société construit en 1905 une cité ouvrière, un dispensaire et une école gardienne. Elle octroie des allocations familiales dès 1923 et fonde en 1928 une école des mineurs pour la formation continue des géomètres et agents de haute maîtrise. Elle acquiert par ailleurs un important patrimoine foncier et immobilier pour parer aux risques de dégâts des mines.
Le principal siège d'exploitation ferme cependant ses portes en 1967. La société clôt définitivement l'extraction du charbon en 1969, avec la fermeture du siège de José (Xhawirs).
Le groupe, malgré la fin de son activité historique, poursuivit un temps encore avec un certain succès des activités liées à son passé industriel (notamment transport, électro-mécanique, matériaux de construction, foncier).

## De nos jours
Le site du siège central accueille désormais diverses entreprises. Le bâtiment même a été préservé. Il en est de même pour le siège de Soxhluse. Il a servi en 2016 de lieu de tournage du film britannique Where Hands Touch d'Amma Asante, pour évoquer la Deuxième Guerre mondiale.
Les sites des nombreuses fosses ont connu des affectations diverses. Les plus anciens sites, tel Grand'Fontaine, ont été ré-urbanisés. Le Homvent a été repris par un concessionnaire automobile. Le terrain de l'ancien puits de Fond Piquette a été réindustrialisé par l'entreprise Magotteaux,. Un puits d'aérage est toujours visible à flanc du terril Basse Ransy Nord, et un des bâtiments du charbonnage a été préservé, transformé en habitation. Onhons est désormais occupé par divers services communaux de Fléron, les bornes se trouvent sur le parking.
Le site des Xhawirs est en attente de réhabilitation,,,.
La borne du puits Charles se trouve entre deux terrains de tennis du TC Herve. La concession est traversée d'ouest en est par le tunnel ferroviaire de Soumagne de la ligne grande vitesse LGV 3.

## Géolocalisation approximative des anciens sites d'exploitation[1]
- Siège social : 50° 36′ 53″ N, 5° 39′ 49″ E
  - Areines : 50° 37′ 22″ N, 5° 45′ 58″ E
  - Basse Ransy : 50° 36′ 38″ N, 5° 37′ 49″ E
  - Bois de Breux : 50° 37′ 42″ N, 5° 37′ 11″ E
  - Charles : 50° 37′ 46″ N, 5° 47′ 13″ E
  - Deux Tilleuls : 50° 37′ 46″ N, 5° 45′ 03″ E
  - Fond Piquette (ou Steppes) (ancien) : 50° 36′ 17″ N, 5° 38′ 05″ E
  - Grand'Fontaine : 50° 37′ 04″ N, 5° 40′ 02″ E
  - Gérard : 50° 38′ 11″ N, 5° 45′ 37″ E
  - Gueldre : 50° 37′ 16″ N, 5° 39′ 27″ E
  - Halles (ou José) : 50° 37′ 53″ N, 5° 45′ 52″ E
  - Herve 1 : 50° 38′ 06″ N, 5° 47′ 09″ E
  - Homvent : 50° 37′ 32″ N, 5° 38′ 48″ E
  - Moulins : 50° 37′ 40″ N, 5° 40′ 09″ E
  - Onhons (ou Saint-Léonard) : 50° 36′ 49″ N, 5° 40′ 38″ E
  - Saint Hadelin 2 : 50° 36′ 17″ N, 5° 44′ 50″ E
  - Nouveau Saint Hadelin (Belle Pierre) : 50° 37′ 04″ N, 5° 45′ 54″ E
  - Saint Hadelin 1 : 50° 36′ 25″ N, 5° 44′ 52″ E
  - Soxhluse (ou Fond Piquette ou Vaux) : 50° 36′ 20″ N, 5° 40′ 22″ E
  - Sonkeu : 50° 38′ 27″ N, 5° 45′ 47″ E
  - Xhawirs : 50° 37′ 33″ N, 5° 45′ 42″ E
  - Wérister 1 : 50° 36′ 50″ N, 5° 39′ 58″ E
  - Wérister 2 : 50° 36′ 50″ N, 5° 39′ 58″ E
  - Wérister 3 : 50° 36′ 53″ N, 5° 39′ 41″ E

## Terrils[15],[16]
- Basse Ransy Nord - 50° 36′ 40″ N, 5° 37′ 50″ E - (inexploité)
- Basse Ransy Sud - 50° 36′ 34″ N, 5° 37′ 58″ E - (disparu)
- Bure de la Machine - 50° 36′ 24″ N, 5° 38′ 29″ E - (disparu)
- Cowette - 50° 37′ 12″ N, 5° 39′ 18″ E - (disparu)
- Fond Piquette - 50° 36′ 21″ N, 5° 38′ 08″ E - (disparu)
- Foxhalls - 50° 36′ 38″ N, 5° 37′ 28″ E - (disparu)
- Grand Fontaine - 50° 37′ 10″ N, 5° 40′ 10″ E - (disparu)
- Gueldre - 50° 37′ 20″ N, 5° 39′ 32″ E - (disparu)
- Halles - 50° 37′ 52″ N, 5° 45′ 51″ E - (disparu)
- Homvent - 50° 37′ 37″ N, 5° 38′ 59″ E - (disparu)
- Jobette - 50° 37′ 36″ N, 5° 37′ 08″ E - (disparu)
- Onhon - 50° 36′ 45″ N, 5° 40′ 41″ E - (disparu)
- Romsée - 50° 36′ 55″ N, 5° 39′ 23″ E - (disparu)
- Soxhluse - 50° 36′ 20″ N, 5° 40′ 20″ E - (inexploité)
- Xhawirs 1 - 50° 37′ 49″ N, 5° 45′ 44″ E - (disparu)
- Xhawirs 2 - 50° 37′ 41″ N, 5° 45′ 43″ E - (disparu)
- Xhawirs 3 - 50° 37′ 28″ N, 5° 45′ 45″ E - (disparu)

## Sources
- PME et artisanat sur le site de Wérister des souvenirs au fond, des coquelicots en surface, Le Soir, 19 juillet 1996
- S.A. des Charbonnages de Wérister, 1974, ouvrage commémoratif tiré à 2 000 exemplaires, Imprimerie Georges Thone S.A.